# 悼念少女的孔雀舞曲
《悼念少女的孔雀舞曲》是日本漫畫家小夏鈍帆所創作的少女漫畫。

## 概要
每個角色是来自日本各種各樣的地方，并且名字也依地名為基礎，並由大眾化表決完成。故事下落決定是由讀者參與的結果。
標題之得名，似乎來源於音樂家莫里斯·拉威尔早年所作鋼琴曲名。

## 故事簡介
明治末期，金澤少女奈奈緒為了尋找多年前一聽傾心的琴音，在東京與才華洋溢的小提琴美少年相模竹之丸重逢了。然而這讓大家人見人愛的相貌和音樂才能，背後藏著不為人知的秘密。竹之丸和天使所締結的契約到底是什麼？為何孕育在少女心中的聖女之淚是讓竹之丸繼續活下去的力量？下個聖女將輪到修女美音，她的命運又會如何發展？

## 登場角色
注意：本表中文譯名並非官方版本，而是網路上約定俗成的稱法。
相模竹之丸
本作品的男主角。稱「旋律之君」。是一個孤兒。被天使給予「音樂的天賦之才」和「誰都會愛上的容貌」的祝福，而交換這兩個祝福的就是尋找「聖女」，並奪取其「聖女之淚」。外表看起來很敦厚，但其實是以自己為中心及自卑感很强。
若林仲惠
是竹之丸小時候的玩伴.出身於農業家庭，突然離開家鄉到東京拜訪竹之丸。對竹之丸來說仲惠像是他的姐姐。
松前瑠萌
非常怕生，患有學者症候群。就算怎樣難的曲目聽一次就學懂，擁有驚人的記憶力，但智力還是和同齡小孩一樣。出生於子爵家。
神田美紗希
外表像個小學生，以非凡成績入讀音樂學院。性格天真爛漫、開朗。很少對他人發怒，但對討厭的人抱惡意態度。背上有像翼的裝飾。
中村千種
失去了過去的記憶，不想與別人建立關係。正患病，但在她日常生活中難以察覺，就像沒患病般。靈感敏銳的少女。
加賀奈奈緒
是個純真的少女。對音樂非常憧憬及喜愛，不理會父親的反對入讀東京的音樂學院，並且希望再次見到非常仰慕的「旋律之君」，後來成為了相模竹之丸的第一個聖女。

## 單行本
| 冊號 | 日文版（Mag Garden）                 | 中文版（東立出版社）                 |
| ---- | ------------------------------------ | ------------------------------------ |
| 1    | ISBN 9784861275647（2009年12月21日） | ISBN 9789861036618（2009年6月8日）   |
| 2    | ISBN 9784861276194（2008年12月10日） | ISBN 9789861036625（2009年9月10日）  |
| 3    | ISBN 9784861276415（2009年7月24日）  | ISBN 9789861041018（2010年2月23日）  |
| 4    | ISBN 9784861276804（2009年12月10日） | ISBN 9789861050003（2010年5月13日）  |
| 5    | ISBN 9784861277399（2010年6月10日）  | ISBN 9789861059976（2010年12月17日） |
| 6    | ISBN 9784861277863（2010年11月10日） | ISBN 9789861068152（2011年6月9日）   |
| 7    | ISBN 9784861278495（2011年5月10日）  | ISBN 9789861077857（2012年1月11日）  |